# SpaceX CRS-32
SpaceX CRS-32 byla zásobovací mise kosmické lodi Dragon 2 společnosti SpaceX k Mezinárodní vesmírné stanici (ISS), dvanáctá v rámci programu Commercial Ressuply Services 2 agentury NASA. Start Dragonu se 3 tunami zásob a provozního a vědeckého materiálu se odehrál 21. dubna 2025, připojení ke stanici o den později. Měsíční let skončil přistáním 25. května 2025.

## Kosmická loď Cargo Dragon

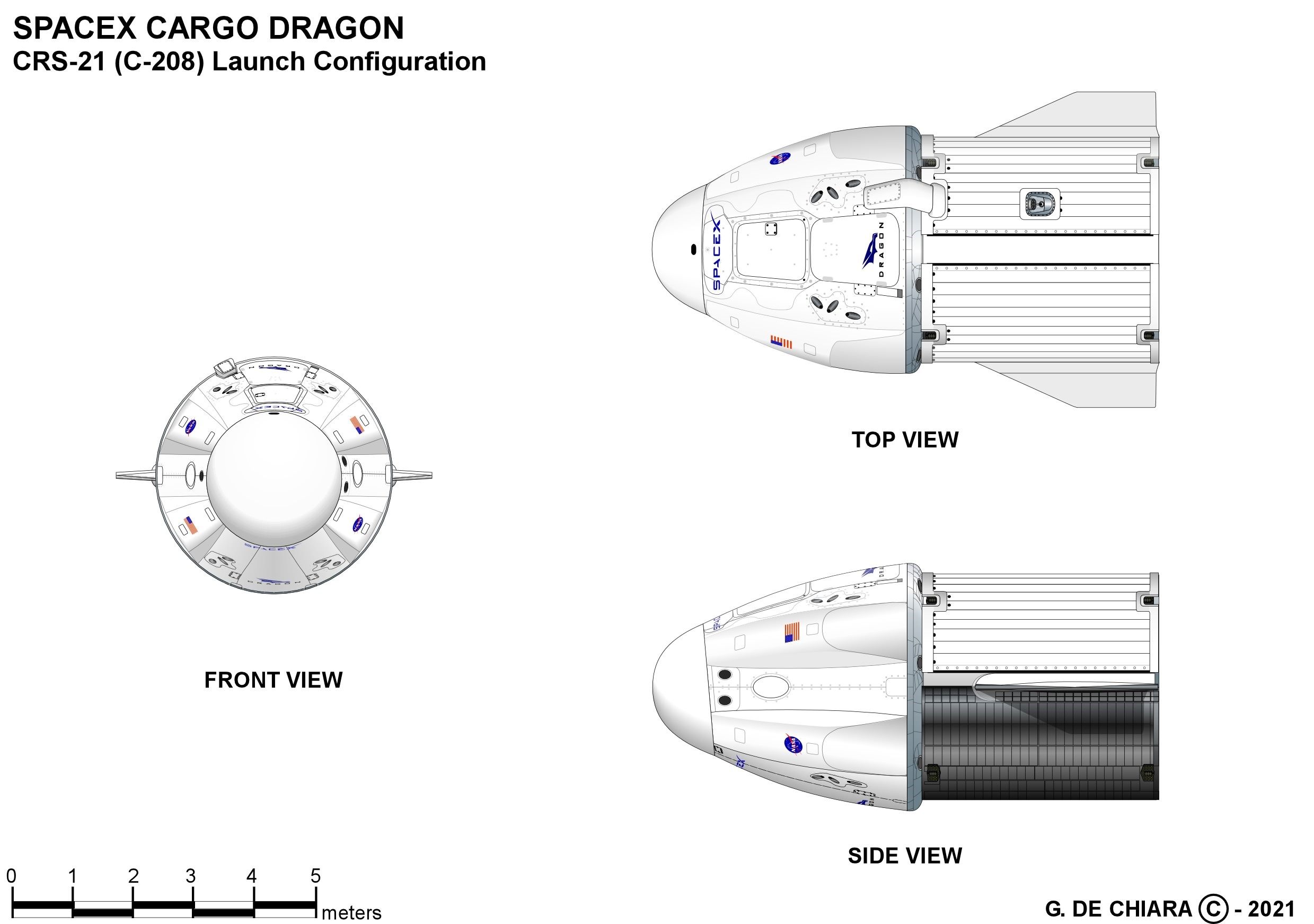
Cargo Dragon ve startovní konfiguraci.

Cargo Dragon je nákladní kosmická loď navržená společností SpaceX, v současnosti jediný prostředek schopný dopravit náklad nejen ze Země na nízkou oběžnou dráhu, ale také nazpět. 
Tvoří ji znovupoužitelná kabina kónického tvaru a nástavec v podobě dutého válce (tzv. trunk). V kabině je pro náklad určen hermetizovaný prostor 9,3 m3 a v nástavci nehermetizovaných 12,1 m3 pro náklad, který nemusí být přepravován v kabině, zejména proto, že bude umístěn na vnějším povrchu ISS. Sestava kabiny a nástavce ve startovní pozici měří na výšku 8,1 metru a v průměru má 4 metry.
Celková nosnost lodi při startu je 6 000 kg na oběžnou dráhu a až 3 307 kg na ISS, z toho až 800 kg v nástavci. Zpět na Zemi může loď dopravit až 3 000 kg nákladu a v nástavci, který před přistáním odhodí, až 800 kg odpadu z ISS.
SpaceX uvádí životnost lodi 75 dní, NASA však využívá zhruba polovinu této doby a nákladní Dragony se na Zemi vracejí po 5 až 6 týdnech.

## Průběh letu
Podle původních plánů se měl let CRS-32 přiletět na ISS už před koncem Expedice 72, ale kvůli změnám v programu letů v březnu 2025 byl jeho start odložen až na období po jejím skončení. 
Mise odstartovala z Kennedyho vesmírného střediska pouhých 30 hodin po skončení 72. a začátku 73. expedice,  21. dubna 2025 v 08:15:45 UTC. Kabina C209 se na svém 5. letu o několik desítek hodin později, 22. dubna ve 12:40 UTC, připojila k ISS prostřednictvím horního portu modulu Harmony.
NASA a SpaceX původně už v polovině letu naplánovaly odpojení a odlet CRS-32 od stanice na 22. května 2025, kvůli počasí v místě přistání byl ale odložen o den. Uskutečnil se tedy 23. května 2025 v 16:05 UTC a kabina C209 po nezbytném postupném snižování výšky své dráhy, brzdném zážehu a vstupu do atmosféry bez potíží přistála 25. května 2025 kolem 05:44 UTC, do vod Tichého oceánu několik desítek kilometrů od kalifornského pobřežního města Oceanside. Poprvé přitom našly uplatnění nové padáky, které pro lodi Dragon vyvinula sama SpaceX.

## Užitečné zatížení

### Při příletu
Dragon 2 dovezl na ISS 3 021 kg nákladu, z toho 750 kg hardwaru v nehermetizovaném nákladovém prostoru (trunku), určeného k instalaci na vnější povrch stanice. Náklad dopravený v kabině tvořily:
- zásoby pro posádku, zejména potraviny a osobní věci (1 468 kg),
- vybavení pro výstupy do volného prostoru (191 kg),
- hardware pro údržbu a rozvoj stanice (255 kg),
- počítačové vybavení (8 kg),
- materiály a technika pro vědecký program NASA a jejích partnerů, včetně cubesatů určených k vypuštění na oběžnou dráhu (255 kg).

Nedlouho před startem mise CRS-32 se udála dopravní nehoda při přepravě části kosmocké lodi pro zásobovací misi Cygnus NG-22, která proto musela být zrušena. NASA proto jednak zvýšila celkovou hmotnost zásob a materiálu pro misi CRS-32 o několik set kilogramů oproti několika předchozím letům, jednak provedla změny na skladbě nákladu mise CRS-32, a to ve prospěch zásob pro posádku a na úkor zejména vědeckého nákladu. Zástupci NASA neupřesnili, které experimenty a výzkumy byly z mise CRS-32 vyřazeny, ale ujistili, že budou na stanici dopraveny při nejbližší vhodné příležitosti.
Asi nejzajímavějšími dvěma kusy dovezeného hardwaru jsou atomové hodiny nové generace. Oba přístroje budou do konce existence ISS (nebo do konce životnosti svých baterií) umístěny na vnějším povrchu modulu Columbus a zapojí se do výzkumu Evropské kosmické agentury (ESA) nazvaného Atomic Clock Ensemble in Space (ACES) a zaměřeného na ověřování platnost základních fyzikálních konceptů, včetně Einsteinovy teorie relativity. Výsledky mají uplatnění ve vědeckých studiích měření, při hledání temné hmoty a v základním fyzikálním výzkumu, ale rovněž testuje technologii pro celosvětovou synchronizaci hodin pomocí globálních navigačních družicových sítí.
Dalšími vědeckými experimenty dopravenými na ISS byly například:
- DNA Nano Therapeutics-Mission 2 – Výzkum zaměřený na výrobu speciálního typu molekul tvořených přizpůsobitelnými stavebními bloky známými jako nanomateriály na bázi Janus. Vyhodnocuje také, jak dobře tyto materiály snižují zánět kloubů a zda mohou pomoci regenerovat chrupavku ztracenou v důsledku artritidy. Tyto materiály jsou méně toxické, stabilnější a kompatibilnější s živými tkáněmi než současné technologie dodávání léčiv. Výzkum by mohl pomoci určit nejlepší formulace a metody pro nákladově efektivní výrobu ve vesmíru a pomoci vytvořit nové terapie, které zlepší výsledky léčby pacientů s menším počtem vedlejších účinků.
- Industrial Crystallization Cassette (ADSEP-ICC) – Nejnovější hardware rozšiřuje možnosti stávajícího zařízení pro krystalizaci proteinů umožní astronautům zpracovávat více typů vzorků, včetně drobných částic zlata používaných v zařízeních pro detekci rakoviny a další nemoci nebo v systémech cíleného podávání léčiv. Mikrogravitace umožňuje vyrábět větší a rovnoměrnější částice zlata, což zlepšuje jejich využití ve výzkumu a reálných aplikacích technologií souvisejících s lidským zdravím.
- Rhodium USAFA NIGHT – Výzkum sleduje, jak rostliny rajčat reagují na mikrogravitaci a zda náhrada oxidu uhličitého může snížit míru závislosti rostlin pěstovaných ve vesmíru na fotosyntéze. Ta totiž potřebuje světlo a tedy energie z kosmické lodi, takže by alternativy snížily spotřebu energie. Výzkum také zhodnotí, zda použití organických doplňků zvyšuje růst rostlin na vesmírné stanici, což bylo pozorováno při testování před letem na Zemi. Motivací projektu je samozřejmě pomoci s pěstováním potravin během dlouhodobých vesmírných misí nebo v drsném prostředí na Zemi.
- Aerosol Monitors – NASA testuje tři různé monitory kvality vzduchu, aby zjistila, který je nejvhodnější pro ochranu zdraví posádky a zajištění úspěchu vesmírné mise. Ověřuje se také zařízení pro rozlišení kouře a prachu, protože přítomnost prachu v atmosféře stanice může způsobit falešné kouřové poplachy, které vyžadují reakci astronautů. Omezení takových falešných poplachů by mohlo ušetřit drahocenný čas posádky.
- Smartphone Video Guidance Sensor-2 (SVGS-2) – Při předvedení nového typu senzoru založeného na vidění a vyvinutého NASA k řízení letu formace malých družic budou využity roboty Astrobee na vesmírné stanici. Cílem je zpřesnit manévry několika robotů a integrovat získané informace se systémy kosmických lodí, což nabízí budoucí přínosy pro zvýšení přesnosti a spolehlivosti systémů pro navádění, navigaci a řízení při spojování kosmických lodí na oběžné dráze neboa při dálkovém ovládání skupin robotů na povrchu Měsíce nebo Marsu.

### Při návratu
Loď při návratu na Zemi může odvézt různý materiál o hmotnosti až 1 950 kg. Obvykle ho tvoří zejména výsledky vědeckých experimentů provedených na palubě stanice, nebo součásti vybavení stanice určené k výměně nebo opravám před znovupoužitím na stanici. Tak tomu bylo i při misi CRS-32, kdy posádka ISS do kabiny kosmické lodi umístila např. jeden ze skafandrů používaných k výstupům do volného prostoru, označovaných jako EMU (Extravehicular Mobility Unit), konkrétně kus EMU 3006 dovezený na stanici v roce 2019.